# Paratia (distrito)
Paratia é um distrito do departamento de Puno, localizada na província de Lampa, Peru.

## Transporte
O distrito de Paratia não é servido pelo sistema de estradas terrestres do Peru.